# Astronave cioccolato
Astronave cioccolato è un singolo di Clara Serina, accompagnato da un libro di favole, pubblicato nel 2015 dalla Cs Clara Serina. 

## Tracce
1. Astronave cioccolato
2. Astronave cioccolato (Strumentale)
3. Astronave cioccolato (Karaoke)